# Юрів (Люблінське воєводство)
Юрів (або Юріїв, пол. Jurów) — село в Польщі, у гміні Ярчів Томашівського повіту Люблінського воєводства. Населення — 209 осіб (2011).

## Історія
1669 року вперше згадується церква східного обряду в селі.
За даними етнографічної експедиції 1869—1870 років під керівництвом Павла Чубинського, у селі здебільшого проживали греко-католики, усе населення розмовляло українською мовою.
25 квітня 1938 року польська адміністрація в рамках великої акції руйнування українських храмів на Холмщині і Підляшші знищила місцеву православну каплицю, 23 червня 1938 року — православну церкву.
За німецької окупації 1939—1944 років у селі діяла українська школа.
У 1975—1998 роках село належало до Замойського воєводства.

## Населення
Демографічна структура станом на 31 березня 2011 року:
|          | Загалом | Допрацездатний вік | Працездатний вік | Постпрацездатний вік |
| -------- | ------- | ------------------ | ---------------- | -------------------- |
| Чоловіки | 107     | 21                 | 70               | 16                   |
| Жінки    | 102     | 25                 | 44               | 33                   |
| Разом    | 209     | 46                 | 114              | 49                   |

## Особистості

### Народилися
- Микола Королько (1905—1986) — український громадсько-політичний діяч у Польщі[3].